# Chincoteague (cráter)
Chincoteague es un cráter de impacto del planeta Marte situado al suroeste del cráter Kumara, al oeste de Loja y al noreste de Kufra, a 41,2° norte y 124° este. El impacto causó un boquete de 37 kilómetros de diámetro. El nombre fue aprobado en 1979 por la Unión Astronómica Internacional, en honor a la localidad estadounidense de Chincoteague en el estado de Virginia.